# Censo demográfico do Brasil de 1970
O Censo demográfico de 1970, ou VIII Recenseamento Geral do Brasil, foi a oitava operação censitária nacional conduzida na história do Brasil, ficou a cargo do IBGE, o Instituto Brasileiro de Geografia e Estatística, órgão oficial de realização das estatísticas nacionais. A oitava operação censitária nacional, determinou que a população residente do Brasil era de 93.139.037, um aumento de 31,2% em relação às 70.992.343 pessoas enumeradas durante o censo demográfico de dez anos antes.
Um dos marcos deste censo foi evidenciar o aumento da pobreza e da desigualdade social no país em relação ao recenseamento anterior.
O Censo de 1970 foi o quarto da série a ocorrer no intervalo de 10 anos e também a ser realizado pelo IBGE, a sua data de referência foi o intervalo de tempo entre a noite do dia 31 de Agosto de 1970 e a manhã de 1º de setembro. A amostragem utilizada no referido censo foi de 25%, o mesmo percentual que a operação censitária anterior.
Além de revelar a população nacional, o Censo também revelou a população dos 22 estados, 4 territórios e 1 Distrito Federal existentes na época.

## Preparação
Os primeiros estudos visando a realização do Censo de 1970 começaram a ocorrer três anos antes, em 1967, estava prevista a realização de uma pesquisa experimental, visando testagem dos instrumentos de coleta em Contagem, Minas Gerais, contudo a falta de recursos financeiros para realização de tal pesquisa, levou ao cancelamento da mesma.

## Realização

### Provimento legal
A realização do Recenseamento de 1970 obedeceu às determinações do Decreto-lei nº 369, de 19 de dezembro de 1968, regulamentado pelo Decreto nº 64.520, de 15 de maio de 1969, além do Decreto nº 65.697, de 12 de novembro de 1969, que alterou parcialmente disposições do decreto anterior.

### Métodos e instrumentos
Baseando-se no censo realizado dez anos antes, o de 1970 utilizou as mesmas diretrizes básicas recomendadas pelos organismos internacionais para o Censo das Américas, bem como os mesmos métodos e instrumentos de coleta, como o Boletim da Amostra, Boletim da Não-amostra, Lista de Domicílios Coletivos, Caderneta do Recenseador e Folhas de Coleta.

### Contexto
No Censo Demográfico de 1970 foram investigadas as características das pessoas e sua situação e condição nos domicílios, sexo, idade, religião, nacionalidade, naturalidade, migrações internas e outros aspetos. Foram recenseadas todas as pessoas residentes no Brasil na data de referência, incluindo as que se encontravam temporariamente ausentes do País, também foi recenseada a população indígena que vivia em postos da FUNAI, em missões religiosas ou em outras áreas. Não foram recenseados os povos isolados, conservando seus hábitos primitivos de existência, além de membros de representações diplomáticas ou militares de países com os quais o Brasil mantinha relações de amizade à altura, bem como tripulantes e passageiros de navios estrangeiros, que na época do Censo, encontravam-se em portos nacionais.

## Resultados

### Unidades federativas
A população por subdivisões, mostrou que o estado de São Paulo continuou sendo o mais populoso da nação, com 17 958 693 habitantes, enquanto que o Território de Fernando de Noronha apresentou-se como o menos populoso, contando com uma população de apenas 1 313 habitantes.
| Posição | Unidade federativa                | População (1960) | População (1970) | % Crescimento |
| ------- | --------------------------------- | ---------------- | ---------------- | ------------- |
| 1       | São Paulo                         | 12 974 699       | 17 958 693       | 38,4          |
| 2       | Minas Gerais                      | 9 960 040        | 11 645 095       | 16,9          |
| 3       | Bahia                             | 4 834 575        | 7 583 140        | 56,9          |
| 4       | Rio de Janeiro                    | 1 367 482        | 4 794 548        | 250,6         |
| 5       | Guanabara                         | 3 307 163        | 4 315 746        | 30,5          |
| 6       | Paraná                            | 4 296 375        | 6 997 682        | 62,9          |
| 7       | Rio Grande do Sul                 | 5 448 823        | 6 755 458        | 24,0          |
| 8       | Pernambuco                        | 4 138 289        | 5 253 901        | 27,0          |
| 9       | Ceará                             | 3 337 856        | 4 491 590        | 34,6          |
| 10      | Maranhão                          | 2 492 139        | 3 037 135        | 21,9          |
| 11      | Goiás                             | 1 994 862        | 2 997 570        | 50,3          |
| 12      | Santa Catarina                    | 2 146 909        | 2 930 411        | 36,5          |
| 13      | Paraíba                           | 2 018 023        | 2 445 419        | 21,2          |
| 14      | Pará                              | 1 550 935        | 2 197 072        | 41,7          |
| 15      | Piauí                             | 1 263 368        | 1 734 894        | 37,3          |
| 16      | Mato Grosso                       | 910 262          | 1 623 618        | 78,4          |
| 17      | Espírito Santo                    | 1 418 348        | 1 617 857        | 14,1          |
| 18      | Rio Grande do Norte               | 1 157 258        | 1 611 606        | 39,3          |
| 19      | Alagoas                           | 1 271 062        | 1 606 174        | 26,4          |
| 20      | Amazonas                          | 721 215          | 960 934          | 33,2          |
| 21      | Sergipe                           | 760 273          | 911 251          | 19,9          |
| 22      | Distrito Federal                  | 141 742          | 546 015          | 285,2         |
| 23      | Acre                              | 160 208          | 218 006          | 36,1          |
| 24      | Território de Rondônia            | 70 783           | 116 620          | 64,8          |
| 25      | Território do Amapá               | 68 889           | 116 480          | 69,1          |
| 26      | Território de Roraima             | 29 489           | 41 638           | 41,2          |
| 27      | Território de Fernando de Noronha | 1 300            | 1 313            | 1,1           |

### Grandes regiões
| Posição | Região              | População (1960) | População (1970) | % Crescimento |
| ------- | ------------------- | ---------------- | ---------------- | ------------- |
| 1       | Região Sudeste      | 31 062 978       | 40 331 969       | 29,8          |
| 2       | Região Nordeste     | 22 428 873       | 28 675 110       | 27,8          |
| 3       | Região Sul          | 11 892 107       | 16 683 551       | 40,3          |
| 4       | Região Centro-Oeste | 3 006 806        | 4 629 640        | 54,0          |
| 5       | Região Norte        | 2 601 569        | 4 188 313        | 61,0          |